# 2000 (število)
2000 (dvá tisoč) je naravno število, za katerega velja 2000 = 1999 + 1 = 2001 - 1.